# Argun-Drachenkopf
Der Argun-Drachenkopf (Dracocephalum argunense) ist eine Pflanzenart aus der Gattung der Drachenköpfe (Dracocephalum) in der Familie der Lippenblütler (Lamiaceae). Er ist im östlichen Asien verbreitet.

## Beschreibung

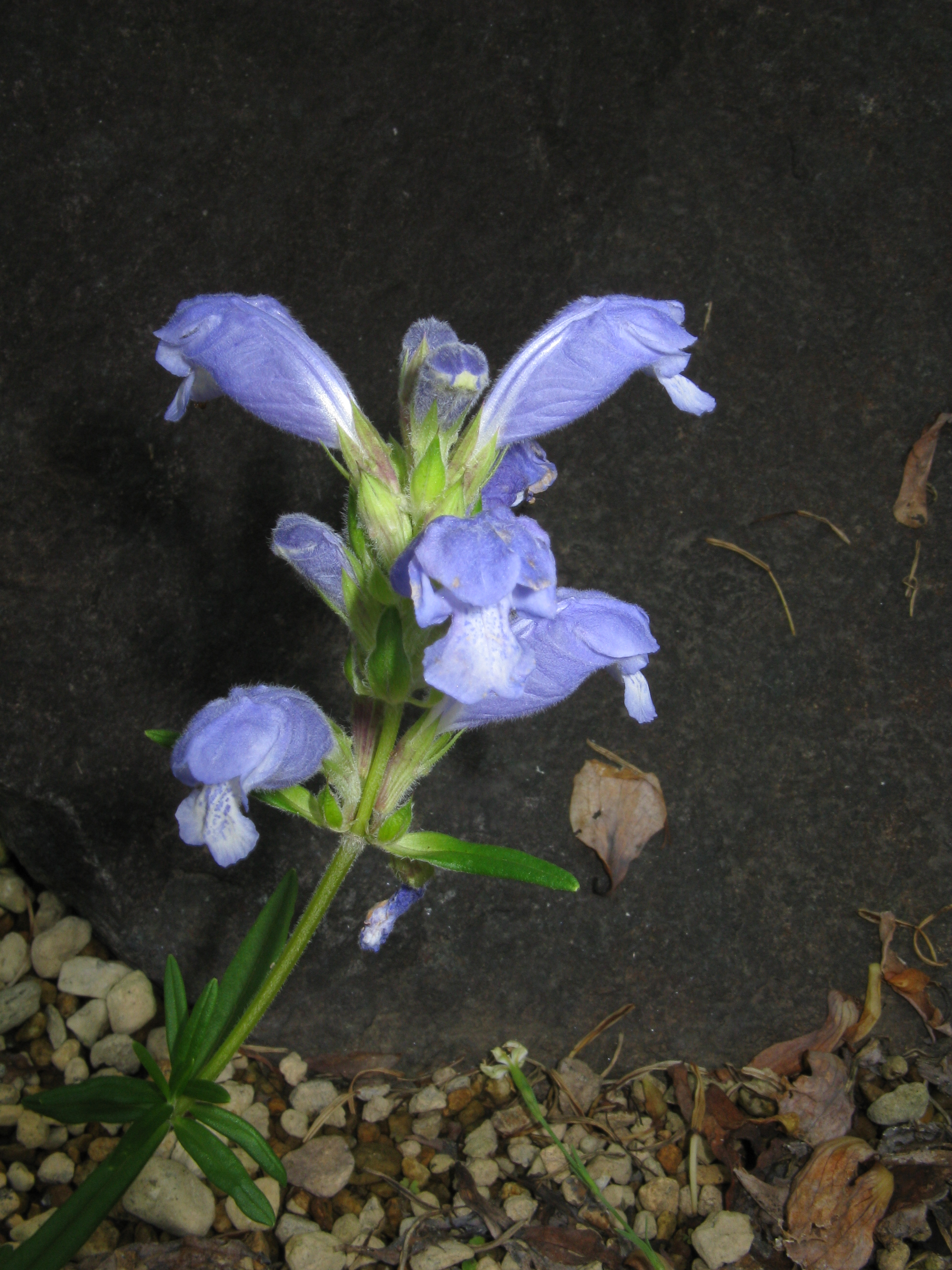
Blütenstand des Argun-Drachenkopf (Dracocephalum argunense)

### Erscheinungsbild und Laubblatt
Der Argun-Drachenkopf ist eine ausdauernde, krautige Pflanze, die Wuchshöhen zwischen 35 und 57 Zentimeter erreicht. Es werden mehrere aufrechte Stängel gebildet, die an der Basis fast unbehaart sind und gegen das obere Ende zu wenige sehr kurze und rückwärts gerichtete Haare besitzen.
Die gegenständig angeordneten Laubblätter besitzen im unteren Stängelbereich gegenüber der einfachen Blattspreite um drei Viertel bis zwei Drittel kürzere Blattstiele; die oberen Stängelblätter sind ungestielt. Die Blattspreiten der unteren Laubblätter sind bei einer Länge von 2,0 bis 2,4 Zentimeter und einer Breite von 0,5 bis 0,6 Zentimeter länglich-lanzettlich; die der 4,5 bis 6,8 Zentimeter langen und 0,3 bis 0,6 Zentimeter breiten, oberen Stängelblätter sind lanzettlich-linealisch. Der Spreitengrund ist keilförmig und das obere Ende stumpf. Die Spreitenunterseite ist entweder fast unbehaart oder an den Blattadern wenig flaumhaarig.

### Blütenstand und Blüte
Die Blütezeit reicht von Juli bis August. In den ährigen Gesamtblütenständen stehen in den obersten zwei bis vier Internodien mehr oder weniger dicht zusammen die scheinquirligen Teilblütenstände. Die unteren grünen Tragblätter sind lanzettlich bis eiförmig-lanzettlich. Die höherstehenden Tragblätter sind bei einer Länge von 7 bis 12 Millimeter elliptisch bis spatelig-verkehrt-eiförmig; sie sind bewimpert und zum oberen Ende hin spitz.
Die zwittrigen Blüten sind zygomorph und fünfzählig mit doppelter Blütenhülle. Die fünf 1,4 bis 1,8 Zentimeter langen Kelchblätter sind bis zur Hälfte ihrer Länge verwachsen. Der Kelch besitzt an der Basis dichte, rückwärtsgerichtete und sehr kurze Haare und ist dagegen am oberen Ende fast kahl. Die fünf blau-violetten Kronblätter sind zu einer zweilippigen, 30 bis 40 Millimeter langen und flaumhaarigen Krone verwachsen. Die Oberlippe mit drei Kronlappen nimmt etwa zwei Drittel der gesamten Krone ein. Der mittlere Kronlappen ist lanzettlich-eiförmig und etwas breiter als die lanzettlichen seitlichen Lappen. Die beiden lanzettlichen Kronlappen der Unterlippe sind am oberen Ende spitz und violett gefärbt.

### Chromosomenzahl
Die Chromosomenzahl beträgt 2n = 14.

## Vorkommen
Der Argun-Drachenkopf kommt in südlichen Regionen der russischen Föderationskreise Sibirien und Ferner Osten, im nordöstlichen China, auf der Koreanischen Halbinsel und in Japan vor. Russische Vorkommen werden aus Burjatien, Transbaikalien, der Republik Sacha, der Oblast Amur und der Region Primorje beschrieben. Die besiedelten chinesischen Regionen liegen im Autonomen Gebiet Innere Mongolei und in den Provinzen Heilongjiang, Jilin, Liaoning und Hebei.
Die Art besiedelt Grasfluren, sandige Ufer und Gebüsche in Höhenlagen von 200 bis 800 Meter vor.

## Taxonomie
Dracocephalum argunense wurde 1822 von Friedrich Ernst Ludwig von Fischer in Enumeratio Plantarum Horti Regii Berolinensis Altera, Band 2, Seite 118 erstbeschrieben. Synonyme für Dracocephalum argunense Fisch. sind Dracocephalum japonicum (A.Gray) Kudô, Dracocephalum ruyschiana var. argunense (Fisch. ex Link) Nakai, Dracocephalum ruyschiana var. japonicum A.Gray, Dracocephalum ruyschiana var. speciosum Ledeb., Dracocephalum speciosum Ledeb. und Ruyschiana argunensis (Fisch. ex Link) House.

## Nutzung
Der Argun-Drachenkopf wird selten als Zierpflanze für Staudenbeete genutzt.

## Quelle/Literatur
- Xi-wen Li & Ian C.Hedge: Lamiaceae. Dracocephalum. In: Wu Zheng-yi & Peter H.Raven (Hrsg.): Flora of China. Verbenaceae through Solanaceae. Band 17. Science Press u. a., Beijing u. a. 1994, ISBN 0-915279-24-X, Dracocephalum argunense, S. 238 (englisch, Online – Abschnitt Beschreibung, textgleich mit gedrucktem Werk).